# Осипсола
Осипсо́ла (рос. Осипсола, марій. Канторъял) — присілок у складі Моркинського району Марій Ел, Росія. Входить до складу Шалинського сільського поселення.

## Населення
Населення — 177 осіб (2010; 207 у 2002).
Національний склад (станом на 2002 рік):
- лучні марійці — 98 %